# Dick Turpin
Dick Turpin (Hempstead, 1705 – Knavesmire, 7 aprile 1739) è stato un criminale inglese.

## Biografia
Turpin fu un bandito inglese del XVIII secolo le cui imprese sono state romanzate dopo la sua esecuzione per furto di cavalli. Turpin da giovane aveva seguito la professione del padre come macellaio, ma dal 1730 si unì ad un gruppo di bracconieri e divenne ladro e assassino. Egli è noto anche per una leggendaria fuga di 320 chilometri avvenuta in una sola notte da Londra a York sul suo cavallo nero Bess, una storia che è stata resa famosa dal romanziere vittoriano William Harrison Ainsworth quasi 100 anni dopo la sua morte. 

## Turpin nell'arte popolare
Turpin è diventato il soggetto, ritratto come affascinante ed eroico, di diverse ballate, nel teatro popolare del XVIII e del XIX secolo, e in cinema e in televisione nel XX secolo.
Nel 1981 il gruppo musicale inglese Adam & The Ants gli dedicarono un brano, nel 2020 Eric Clapton lo cita in Stand And Deliver. 
Viene citato nel quarto episodio della serie tv Good Omens, come nome dell'auto di Jack Whitehall (Newton Pulsifer).

## Film su Dick Turpin
- Dick Turpin's Ride to York, regia di Lewin Fitzhamon (1906)
- Dick Turpin's Ride to York, regia di Charles Raymond (1913)
- Dick Turpin's Ride to York, regia di Maurice Elvey (1922)
- Dick Turpin, regia di John G. Blystone (1925)
- Dick Turpin il bandito gentiluomo (Dick Turpin), regia di Victor Hanbury, John Stafford (1934)
- The Legend of Young Dick Turpin, regia di James Neilson (1965)
- Dick Turpin, regia di Fernando Merino (1974)